# Nitrianske Hrnčiarovce
Nitrianske Hrnčiarovce és un poble i municipi d'Eslovàquia que es troba a la regió de Nitra, al sud-oest del país. Compta amb una població de 2.302 habitants (2022).

## Història
La primera menció escrita de la vila es remunta al 1113.

## Demografia
| Godina             | 1994 | 2004    | 2014   | 2024    |
| ------------------ | ---- | ------- | ------ | ------- |
| Nombre de persones | 1578 | 1818    | 1995   | 2412    |
| Diferència         |      | +15,20% | +9,73% | +20,90% |

| Godina             | 2023 | 2024   |
| ------------------ | ---- | ------ |
| Nombre de persones | 2393 | 2412   |
| Diferència         |      | +0,79% |